# Anton Biermer
Michael Anton Biermer (ur. 18 października 1827 w Bambergu, zm. 24 czerwca 1892 w Schönebergu) – niemiecki lekarz internista. Jako jeden z pierwszych opisał niedokrwistość złośliwą, znaną też jako choroba Addisona-Biermera.
Studiował medycynę na Uniwersytecie w Würzburgu. W 1851 ukończył studia, habilitował się w 1855 roku i został Privatdozentem. W 1861 został powołany na katedrę Uniwersytetu w Bernie, w 1867 Uniwersytetu w Zurychu i w 1874 Uniwersytetu we Wrocławiu. W 1891 przeszedł na emeryturę ze względów zdrowotnych.

## Prace
- Über die Richtung und Wirkung der Flimmerbewegung auf der Respirationsschleimhaut des Menschen, Kaninchens und Hundes (1851)
- Die Lehre vom Auswurf (1855)
- Zur Symptomatologie des Pneumothorax. Zeitschrift für Heilkunde 1, s. 101 (1862)
- Krankheiten der Bronchien und des Lungen-Parenchym. Erlangen, 1865-1867.
- Über die Ursachen der Volkskrankheiten, insbesondere der Cholera. Zürich, 1867.
- Über eine eigentümliche Form von progressiver, perniciöser Anaemie. Correspondenz-Blatt für Schweizer Aerzte 2, ss. 15-17 (1872)
- Über Asthma bronchiale und über Entstehung des Typhus abdominalis. Sammlung klinisher Vorträge, Leipzig.
- Über die Krankheiten und ihre Ursachen. Deutsche Revue (1881)